# Mórágy
Mórágy es un pueblo ubicado en el distrito de Bonyhád, en el condado de Tolna, Hungría.

## Superficie
Posee una superficie de 17,61 kilómetros cuadrados.

## Demografía
Hasta 2019 la población era de 709 habitantes, con una densidad de población de 40,26 habitantes por kilómetro cuadrado.